# University of Guam
Coordenadas: 13° 26′ N, 144° 48′ L

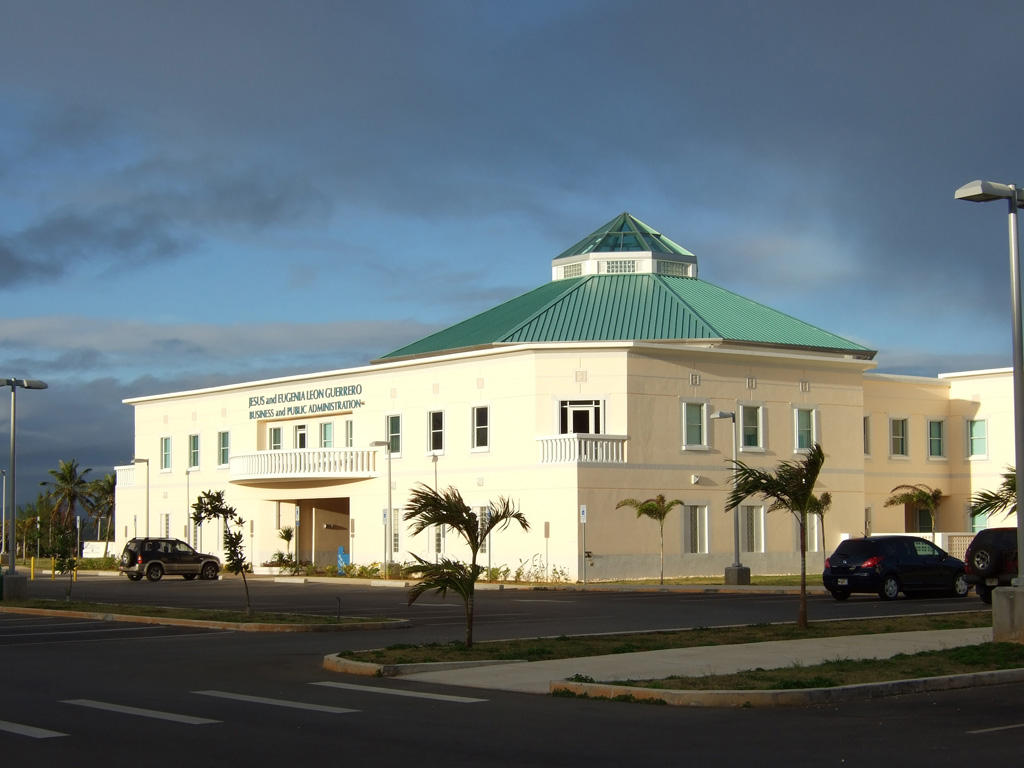
A Jesus & Eugenia Leon Guerrero Business & Public Administration Building, que fica dentro da universidade.

A University of Guam (U.O.G; em chamorro Unibetsedåt Guåhan) é uma universidade, estabilizada na cidade de Mangilao, em Guam, dependência dos Estados Unidos.
Foi fundada em 1952. Atualmente possui 3.387 de estudantes, sendo que destes, 91% são de asiáticos nascidos em alguma ilha banhada pelo Oceano Pacífico.